# Rumunia na Mistrzostwach Świata w Lekkoatletyce 2019
Rumunia na Mistrzostwach Świata w Lekkoatletyce 2019 – reprezentacja Rumunii podczas mistrzostw świata w Doha liczyła 10 zawodników, startujących w 9 konkurencjach.

## Skład reprezentacji

### Kobiety
| Zawodniczka     | Konkurencja    | Eliminacje | Eliminacje | Półfinał | Półfinał | Finał | Finał   | Źródło      |
| Zawodniczka     | Konkurencja    | Wynik      | Pozycja    | Wynik    | Pozycja  | Wynik | Pozycja | Źródło      |
| --------------- | -------------- | ---------- | ---------- | -------- | -------- | ----- | ------- | ----------- |
| Claudia Bobocea | bieg na 1500 m | 4:07,76    | 15. Q      | 4:18,25  | 24.      | NQ    | NQ      | [ 1 ] [ 2 ] |

| Zawodniczka       | Konkurencja | Kwalifikacje | Kwalifikacje | Finał | Finał   | Źródło      |
| Zawodniczka       | Konkurencja | Wynik        | Pozycja      | Wynik | Pozycja | Źródło      |
| ----------------- | ----------- | ------------ | ------------ | ----- | ------- | ----------- |
| Daniela Stanciu   | skok wzwyż  | 1,85         | 24.          | NQ    | NQ      | [ 3 ]       |
| Florentina Iusco  | skok w dal  | 6,22         | 29.          | NQ    | NQ      | [ 4 ] [ 5 ] |
| Alina Rotaru      | skok w dal  | 6,72         | 5. q         | 6,71  | 6.      | [ 4 ] [ 5 ] |
| Andreea Panțuroiu | trójskok    | 14,12        | 12. q        | 14,07 | 11.     | [ 6 ] [ 7 ] |
| Bianca Ghelber    | rzut młotem | 68,65        | 18.          | NQ    | NQ      | [ 8 ]       |

### Mężczyźni
| Zawodnik       | Konkurencja   | Finał   | Finał   | Źródło |
| Zawodnik       | Konkurencja   | Wynik   | Pozycja | Źródło |
| -------------- | ------------- | ------- | ------- | ------ |
| Narcis Mihăilă | chód na 50 km | 4:13:56 | 10.     | [ 9 ]  |

| Zawodniczka              | Konkurencja    | Kwalifikacje | Kwalifikacje | Finał | Finał   | Źródło        |
| Zawodniczka              | Konkurencja    | Wynik        | Pozycja      | Wynik | Pozycja | Źródło        |
| ------------------------ | -------------- | ------------ | ------------ | ----- | ------- | ------------- |
| Andrei Gag               | pchnięcie kulą | 20,50        | 17.          | NQ    | NQ      | [ 10 ]        |
| Alin Alexandru Firfirică | rzut dyskiem   | 65,05        | 4. q         | 66,46 | 4.      | [ 11 ] [ 12 ] |
| Alexandru Novac          | rzut oszczepem | 82,12        | 13.          | NQ    | NQ      | [ 13 ]        |